# Saint-Genis-de-Saintonge
Saint-Genis-de-Saintonge és un municipi francès situat al departament del Charente Marítim i a la regió de la Nova Aquitània. L'any 2007 tenia 1.214 habitants.

## Demografia

### Població
El 2007 la població de fet de Saint-Genis-de-Saintonge era de 1.214 persones. Hi havia 491 famílies de les quals 171 eren unipersonals (62 homes vivint sols i 109 dones vivint soles), 156 parelles sense fills, 125 parelles amb fills i 39 famílies monoparentals amb fills.
La població ha evolucionat segons el següent gràfic:
Habitants censats

### Habitatges
El 2007 hi havia 567 habitatges, 495 eren l'habitatge principal de la família, 19 eren segones residències i 54 estaven desocupats. 492 eren cases i 74 eren apartaments. Dels 495 habitatges principals, 301 estaven ocupats pels seus propietaris, 182 estaven llogats i ocupats pels llogaters i 12 estaven cedits a títol gratuït; 10 tenien una cambra, 41 en tenien dues, 85 en tenien tres, 159 en tenien quatre i 201 en tenien cinc o més. 384 habitatges disposaven pel capbaix d'una plaça de pàrquing. A 247 habitatges hi havia un automòbil i a 193 n'hi havia dos o més.

### Piràmide de població
La piràmide de població per edats i sexe el 2009 era:
| Homes | Edats   | Dones |
| ----- | ------- | ----- |
| 0     | 95 o +  | 8     |
| 0     | 90 a 94 | 8     |
| 8     | 85 a 89 | 20    |
| 12    | 80 a 84 | 12    |
| 16    | 75 a 79 | 36    |
| 20    | 70 a 74 | 36    |
| 20    | 65 a 69 | 20    |
| 36    | 60 a 64 | 8     |
| 28    | 55 a 59 | 32    |
| 44    | 50 a 54 | 44    |
| 28    | 45 a 49 | 24    |
| 24    | 40 a 44 | 28    |
| 36    | 35 a 39 | 68    |
| 8     | 30 a 34 | 40    |
| 20    | 25 a 29 | 20    |
| 12    | 20 a 24 | 28    |
| 32    | 15 a 19 | 20    |
| 36    | 10 a 14 | 36    |
| 20    | 5 a 9   | 20    |
| 16    | 0 a 4   | 20    |

## Economia
El 2007 la població en edat de treballar era de 768 persones, 484 eren actives i 284 eren inactives. De les 484 persones actives 430 estaven ocupades (236 homes i 194 dones) i 55 estaven aturades (18 homes i 37 dones). De les 284 persones inactives 83 estaven jubilades, 88 estaven estudiant i 113 estaven classificades com a «altres inactius».

### Ingressos
El 2009 a Saint-Genis-de-Saintonge hi havia 481 unitats fiscals que integraven 1.089 persones, la mediana anual d'ingressos fiscals per persona era de 15.329,5 €.

### Activitats econòmiques
Dels 81 establiments que hi havia el 2007, 1 era d'una empresa extractiva, 5 d'empreses alimentàries, 6 d'empreses de fabricació d'altres productes industrials, 13 d'empreses de construcció, 19 d'empreses de comerç i reparació d'automòbils, 3 d'empreses de transport, 6 d'empreses d'hostatgeria i restauració, 2 d'empreses d'informació i comunicació, 3 d'empreses financeres, 3 d'empreses immobiliàries, 4 d'empreses de serveis, 11 d'entitats de l'administració pública i 5 d'empreses classificades com a «altres activitats de serveis».
Dels 26 establiments de servei als particulars que hi havia el 2009, 1 era una oficina d'administració d'Hisenda pública, 1 gendarmeria, 1 oficina de correu, 1 una oficina bancària, 3 tallers de reparació d'automòbils i de material agrícola, 1 autoescola, 3 paletes, 1 guixaire pintor, 1 fusteria, 2 lampisteries, 3 electricistes, 2 perruqueries, 2 restaurants, 2 agències immobiliàries, 1 tintoreria i 1 saló de bellesa.
Dels 11 establiments comercials que hi havia el 2009, 1 era una gran superfície de material de bricolatge, 2 botiges de menys de 120 m², 2 fleques, 1 una botiga de roba, 1 una botiga de mobles, 1 una botiga de material esportiu, 1 un drogueria i 2 floristeries.
L'any 2000 a Saint-Genis-de-Saintonge hi havia 21 explotacions agrícoles que ocupaven un total de 780 hectàrees.

## Equipaments sanitaris i escolars
El 2009 hi havia 1 centre de salut i 1 farmàcia.
El 2009 hi havia 1 escola maternal integrada dins d'un grup escolar amb les comunes properes formant una escola dispersa i 1 escola elemental integrada dins d'un grup escolar amb les comunes properes formant una escola dispersa. Saint-Genis-de-Saintonge disposava d'un col·legi d'educació secundària amb 273 alumnes.

## Poblacions més properes
El següent diagrama mostra les poblacions més properes.